# Cross of Sacrifice
La Cross of Sacrifice) es un tipo de monumento que fue diseñado por Reginald Blomfield para la Comisión de Tumbas de Guerras Imperiales (actual Comisión de tumbas de guerra de la Commonwealth) y que suele estar presente en los cementerios de guerra de la Commonwealth que contienen 40 o más tumbas. Normalmente es una cruz latina de cuatro puntos independientes con  tres tamaños que se extienden en altura desde 18 a 32 pies.  En la cara de la cruz esta una espada de bronce, con la cuchilla hacia abajo. Se monta generalmente sobre una base octogonal. La cruz representa la fe cristiana de la mayoría de los muertos y la espada representa el carácter militar del cementerio. La Cruz del Sacrificio se construye con frecuencia en el muro de los límites de los cementerios.